# Adelophryne maranguapensis
Adelophryne maranguapensis là một loài ếch thuộc họ Eleutherodactylidae. Nó là loài đặc hữu của miền bắcBrasil. Môi trường sống tự nhiên của chúng là các khu rừng nhiệt đới hoặc cận nhiệt đới ẩm và các đồn điền ở vùng có độ cao lớn của Serra de Maranguape. Chúng hiện đang bị đe dọa vì mất môi trường sống.